# Aeroporto de Porto Urucu
O Aeroporto de Porto Urucu (ICAO: SBUY) é o aeroporto que atende ao distrito de Porto Urucu, localizado em Coari, Amazonas, Brasil. Está localizado a 4 km do centro de Porto Urucu e 470 km do centro de Coari.
Foi construído como uma instalação de apoio à Província petrolífera de Urucu, explorada pela Petrobras.
Seu único voo operado regularmente, é feito pela companhia aérea Voepass, com aeronave ATR 42, que leva funcionários da Usina petrolífera de Manaus até o Aeroporto.

## Reforma
É um dos 25 aeroportos do Amazonas incluídos no PDAR - Plano de Desenvolvimento da Aviação Regional, criado em 2012, do Governo Federal, que visa construir e/ou reformar num total de 270 aeroportos em todo o país.